# Lixheim
Pour l’article homonyme, voir Vieux-Lixheim.
Lixheim est une commune française située dans le département de la Moselle, en région Grand Est.
Cette commune se trouve dans la région historique de Lorraine et fait partie du pays de Sarrebourg.

## Géographie

### Communes limitrophes
|               | Schalbach | Fleisheim  |
| Vieux-Lixheim | Lixheim   | Hérange    |
|               |           | Brouviller |

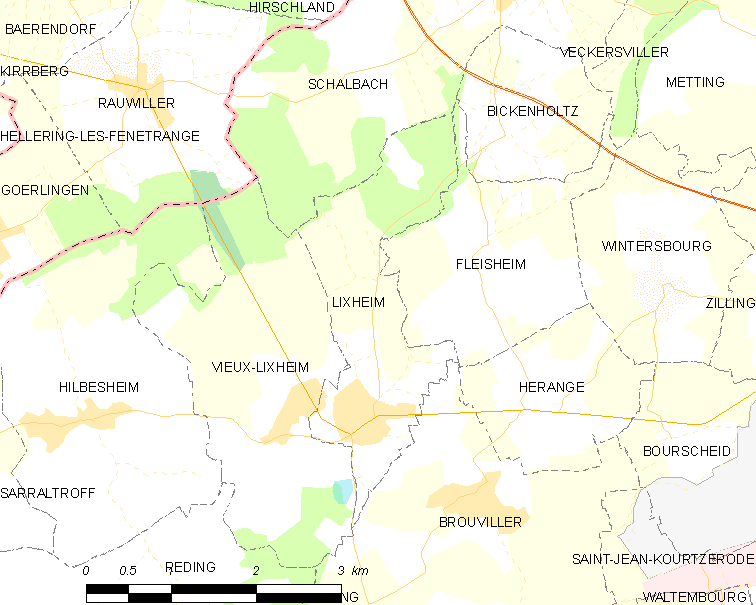
Carte de la commune
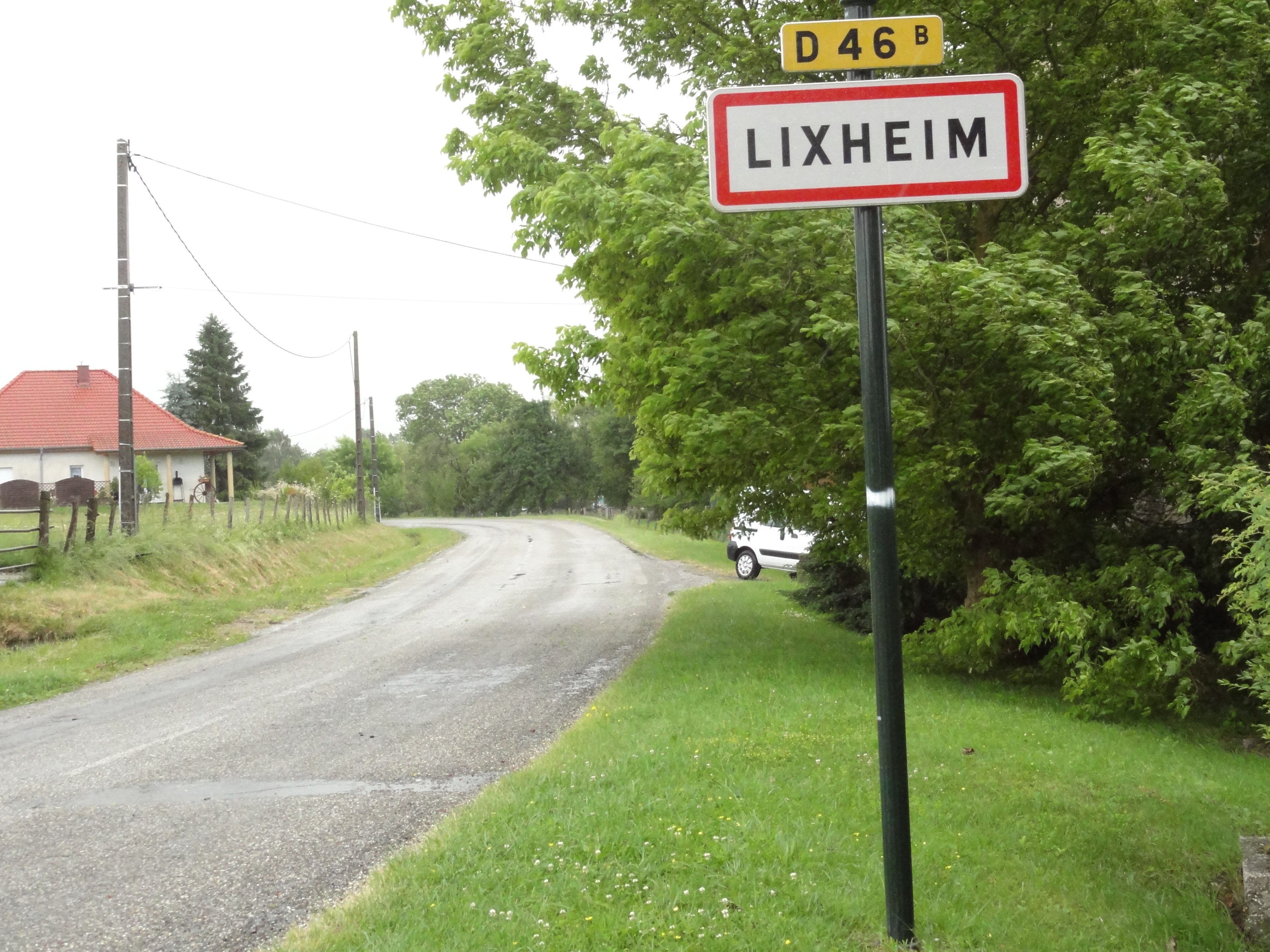
Entrée de l'agglomération
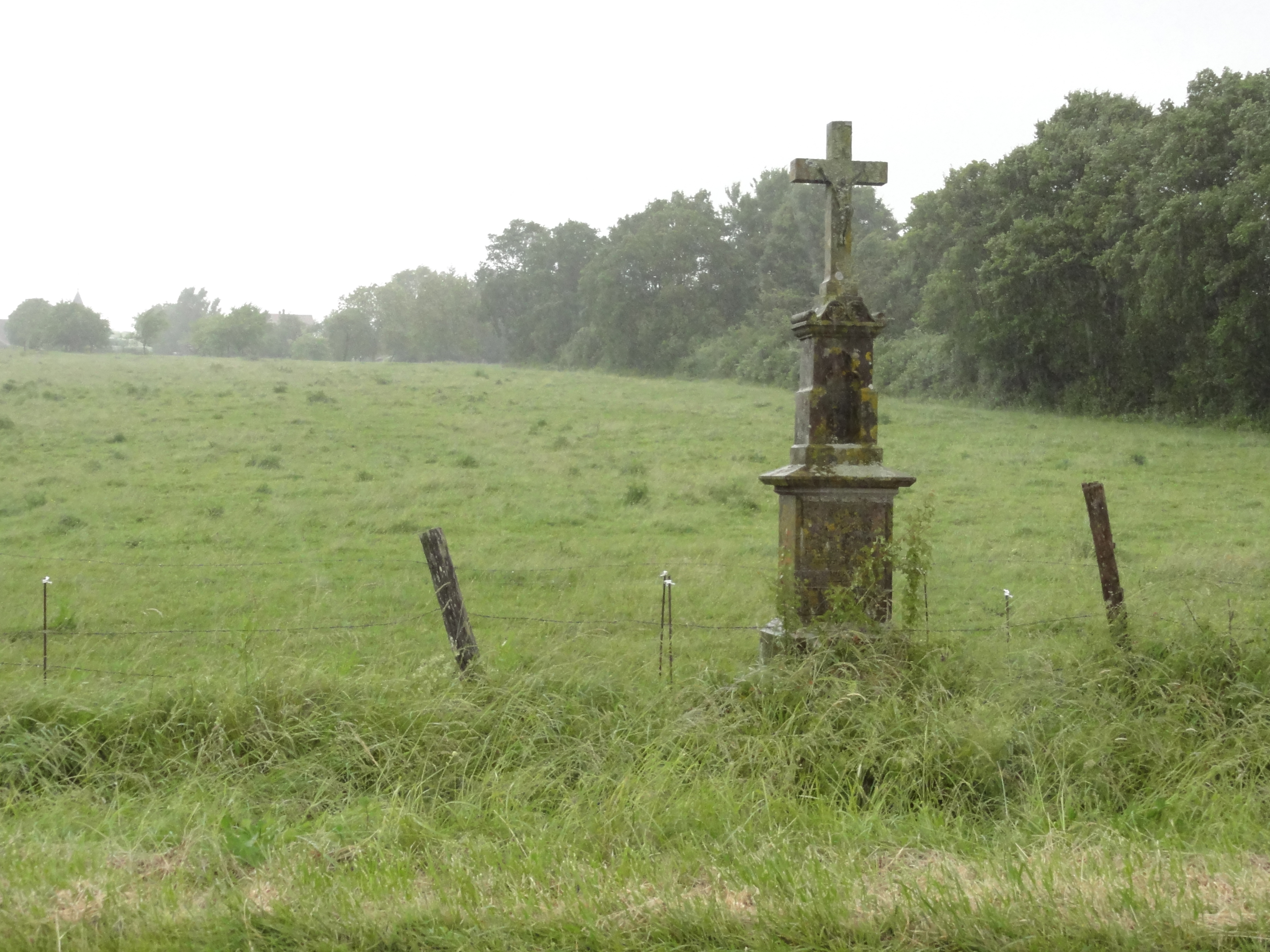
Paysage avec croix

### Hydrographie
La commune est située dans le bassin versant du Rhin au sein du bassin Rhin-Meuse. Elle est drainée par le ruisseau le Bruchbach, le ruisseau Muenchsgraben et le ruisseau des Tanneurs.
Le Bruchbach, d'une longueur totale de 19,3 km, prend sa source dans la commune de Bourscheid et se jette  dans l'Isch à Baerendorf en limite avec Kirrberg, après avoir traversé dix communes.

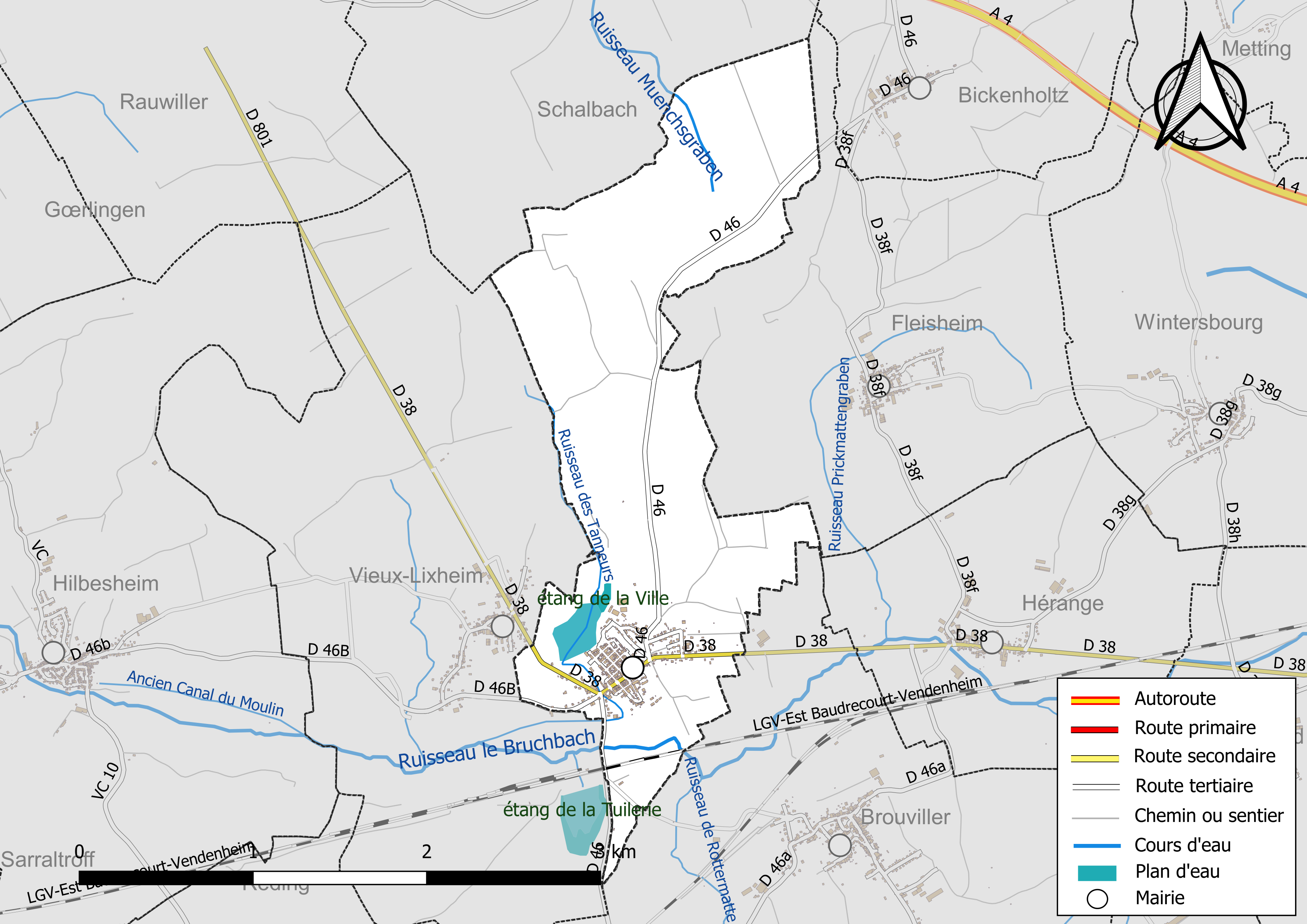
Réseaux hydrographique et routier de Lixheim.

La qualité des eaux des principaux cours d’eau de la commune, notamment du ruisseau le Bruchbach, peut être consultée sur un site spécial géré par les agences de l’eau et l’Agence française pour la biodiversité.

### Climat
Pour des articles plus généraux, voir Climat du Grand Est et Climat de la Moselle.
En 2010, le climat de la commune est de type climat des marges montargnardes, selon une étude du Centre national de la recherche scientifique s'appuyant sur une série de données couvrant la période 1971-2000. En 2020, Météo-France publie une typologie des climats de la France métropolitaine dans laquelle la commune est exposée à un climat semi-continental et est dans la région climatique  Vosges, caractérisée par une pluviométrie très élevée (1 500 à 2 000 mm/an) en toutes saisons et un hiver rude (moins de 1 °C). 
Pour la période 1971-2000, la température annuelle moyenne est de 9,9 °C, avec une amplitude thermique annuelle de 17,1 °C. Le cumul annuel moyen de précipitations est de 935 mm, avec 12,8 jours de précipitations en janvier et 10,1 jours en juillet. Pour la période 1991-2020, la température moyenne annuelle observée sur la station météorologique de Météo-France la plus proche, « Phalsbourg_sapc », sur la commune de Danne-et-Quatre-Vents à 11 km à vol d'oiseau, est de 10,4 °C et le cumul annuel moyen de précipitations est de 864,9 mm. 
La température maximale relevée sur cette station est de 38,1 °C, atteinte le 12 août 2003 ; la température minimale est de −22 °C, atteinte le 10 février 1956,,. 
Les paramètres climatiques de la commune ont été estimés pour le milieu du siècle (2041-2070) selon différents scénarios d'émission de gaz à effet de serre à partir des nouvelles projections climatiques de référence DRIAS-2020. Ils sont consultables sur un site spécial publié par Météo-France en novembre 2022.

## Urbanisme

### Typologie
Au 1er janvier 2024, Lixheim est catégorisée bourg rural, selon la nouvelle grille communale de densité à sept niveaux définie par l'Insee en 2022.
Elle est située hors unité urbaine. Par ailleurs la commune fait partie de l'aire d'attraction de Sarrebourg, dont elle est une commune de la couronne,. Cette aire, qui regroupe 87 communes, est catégorisée dans les aires de 50 000 à moins de 200 000 habitants,.

### Occupation des sols
L'occupation des sols de la commune, telle qu'elle ressort de la base de données européenne d’occupation biophysique des sols Corine Land Cover (CLC), est marquée par l'importance des territoires agricoles (67,1 % en 2018), en augmentation par rapport à 1990 (65,8 %). La répartition détaillée en 2018 est la suivante : 
terres arables (37 %), prairies (30,1 %), forêts (23,9 %), zones urbanisées (9 %). L'évolution de l’occupation des sols de la commune et de ses infrastructures peut être observée sur les différentes représentations cartographiques du territoire : la carte de Cassini (XVIIIe siècle), la carte d'état-major (1820-1866) et les cartes ou photos aériennes de l'IGN pour la période actuelle (1950 à aujourd'hui).

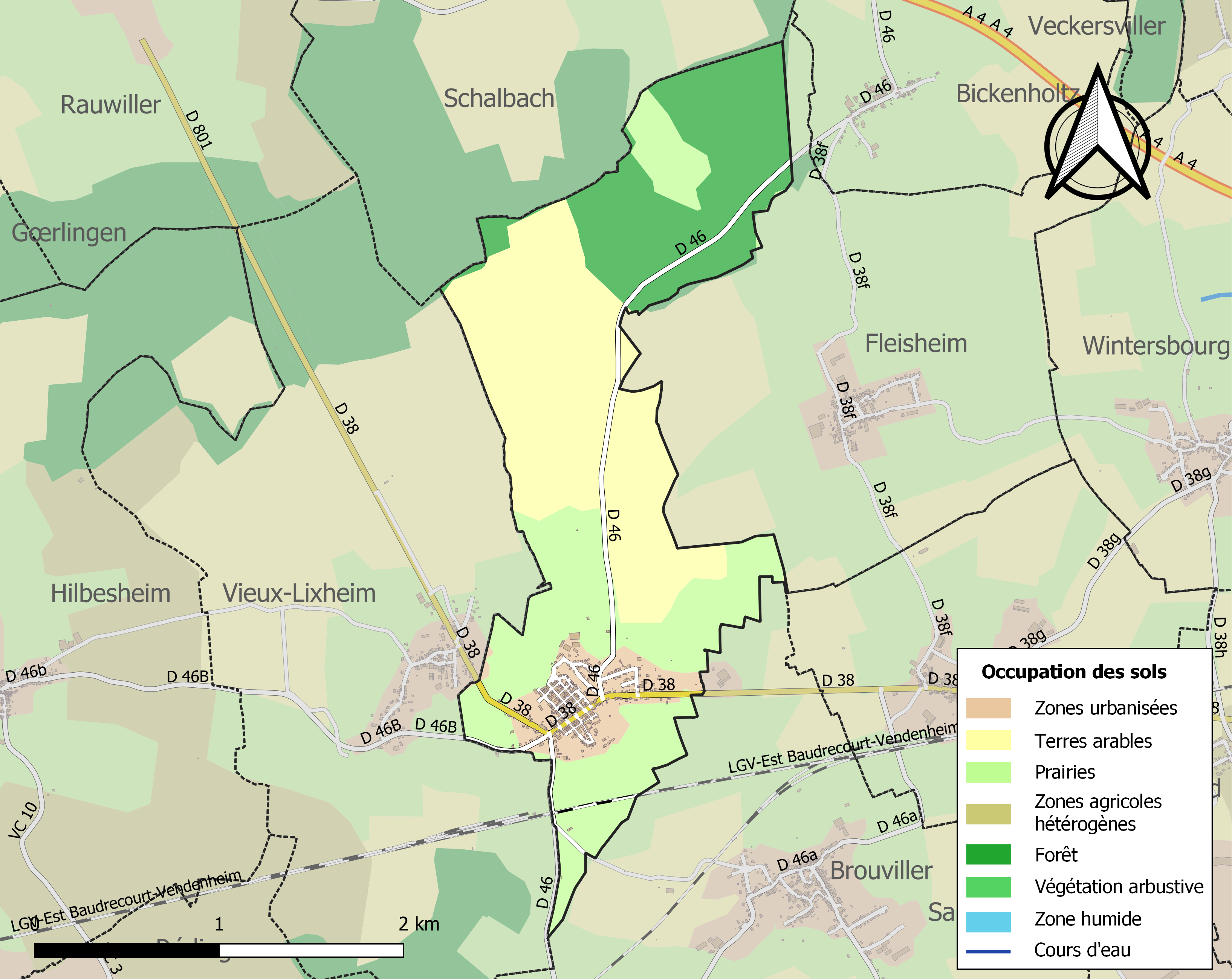
Carte des infrastructures et de l'occupation des sols de la commune en 2018 (CLC).

## Toponymie
- Liukesheimensis (1173), Lukesheim (1235), Luxheim (1589), Lixheim (1793).
- Lixhum en francique lorrain.

## Histoire
Le nom de Lixheim est issu de la contraction de Luckesheim (demeure de Luc, premier habitant supposé de la villa).
Un premier Lixheim (aujourd'hui Vieux-Lixheim) dut sa création à la fondation d'un prieuré bénédictin au XIIe siècle.
La ville nouvelle fut fondée par le comte Palatin Georges Gustave en 1608 pour remplacer Phalsbourg que son père le comte Palatin Georges-Jean avait dû céder. Les comtes Palatins, dans leur petite principauté du comté de Lutzelstein (La Petite-Pierre), voulaient ainsi créer des villes fortifiées capables d'accueillir leurs coreligionnaires réformés, chassés du duché de Lorraine.
Lixheim fut néanmoins à son tour vendue au duc de Lorraine en 1623 ; malgré ses engagements en faveur de la liberté du culte protestant, le duc Henri II Le Bon ne s'opposa guère aux pressions qui poussèrent nombre d'habitants réformés à l'exode.
Lixheim constitua en 1629-1660 avec Phalsbourg l'éphémère principauté de Phalsbourg et Lixheim au profit d'Henriette de Lorraine et de ses trois époux successifs dont Louis de Guise. La princesse fit frapper monnaie à Lixheim.
 En 1698, Lixheim devint le siége d'une prévôté du bailliage d'Allemagne.
À la mort de la princesse, les territoires de la principauté firent retour au duché de Lorraine. Le duc Léopold observa à sa manière la tolérance promise par Henri II : les réformés avaient permission d'aller au culte dans le comté voisin de Nassau-Sarrewerden (Alsace bossue), concession modeste mais louable de la part d'un souverain dont la Maison avait toujours farouchement défendu le catholicisme.

## Politique et administration
| Période                                  | Période   | Identité             | Étiquette | Qualité                                |
| ---------------------------------------- | --------- | -------------------- | --------- | -------------------------------------- |
| Les données manquantes sont à compléter. |           |                      |           |                                        |
| 1959                                     | mars 2001 | Gérald Pierre        |           |                                        |
| mars 2001                                | ?         | Jean-Michel Bellot   |           |                                        |
| mai 2020                                 | En cours  | Christian Untereiner |           | Président de la Communauté de communes |

## Démographie
L'évolution du nombre d'habitants est connue à travers les recensements de la population effectués dans la commune depuis 1793. Pour les communes de moins de 10 000 habitants, une enquête de recensement portant sur toute la population est réalisée tous les cinq ans, les populations de référence des années intermédiaires étant quant à elles estimées par interpolation ou extrapolation. Pour la commune, le premier recensement exhaustif entrant dans le cadre du nouveau dispositif a été réalisé en 2007.

En 2022, la commune comptait 564 habitants, en évolution de −4,89 % par rapport à 2016 (Moselle : +0,52 %, France hors Mayotte : +2,11 %).
| 1793 | 1800 | 1806  | 1821 | 1831  | 1836  | 1841  | 1846 | 1851  |
| ---- | ---- | ----- | ---- | ----- | ----- | ----- | ---- | ----- |
| 964  | 919  | 1 015 | 956  | 1 075 | 1 098 | 1 080 | 986  | 1 006 |

| 1856 | 1861 | 1871 | 1875 | 1880 | 1885 | 1890 | 1895 | 1900 |
| ---- | ---- | ---- | ---- | ---- | ---- | ---- | ---- | ---- |
| 840  | 866  | 757  | 724  | 733  | 683  | 735  | 651  | 686  |

| 1905 | 1910 | 1921 | 1926 | 1931 | 1936 | 1946 | 1954 | 1962 |
| ---- | ---- | ---- | ---- | ---- | ---- | ---- | ---- | ---- |
| 673  | 670  | 640  | 604  | 681  | 600  | 648  | 583  | 598  |

| 1968 | 1975 | 1982 | 1990 | 1999 | 2006 | 2007 | 2012 | 2017 |
| ---- | ---- | ---- | ---- | ---- | ---- | ---- | ---- | ---- |
| 630  | 651  | 588  | 527  | 572  | 560  | 559  | 610  | 579  |

| 2022 | - | - | - | - | - | - | - | - |
| ---- | - | - | - | - | - | - | - | - |
| 564  | - | - | - | - | - | - | - | - |

## Culture locale et patrimoine

### Lieux et monuments
La ville a été construite selon un plan régulier en damier, à l'instar de Charleville à la même époque, ou encore Vitry-le-François, « villes neuves » protégées par des remparts et bénéficiant des premières réflexions sur l'urbanisme. Elle possède trois lieux de culte, qui témoignent de sa vocation première d'asile pour les Réformés.
La rue Principale est bordée d'alignements de marronniers séculaires, et agrémentée d'une fontaine du XVIIIe siècle.
Les maisons ont un style caractéristique, qui n'est pas sans rappeler les maisons de certaines villes de l'Europe centrale (Allemagne, Pologne…) : massives, les fenêtres en arc segmentaire ("chapeau de gendarme"), et coiffées de hautes toitures à deux pans couvertes de tuiles. 

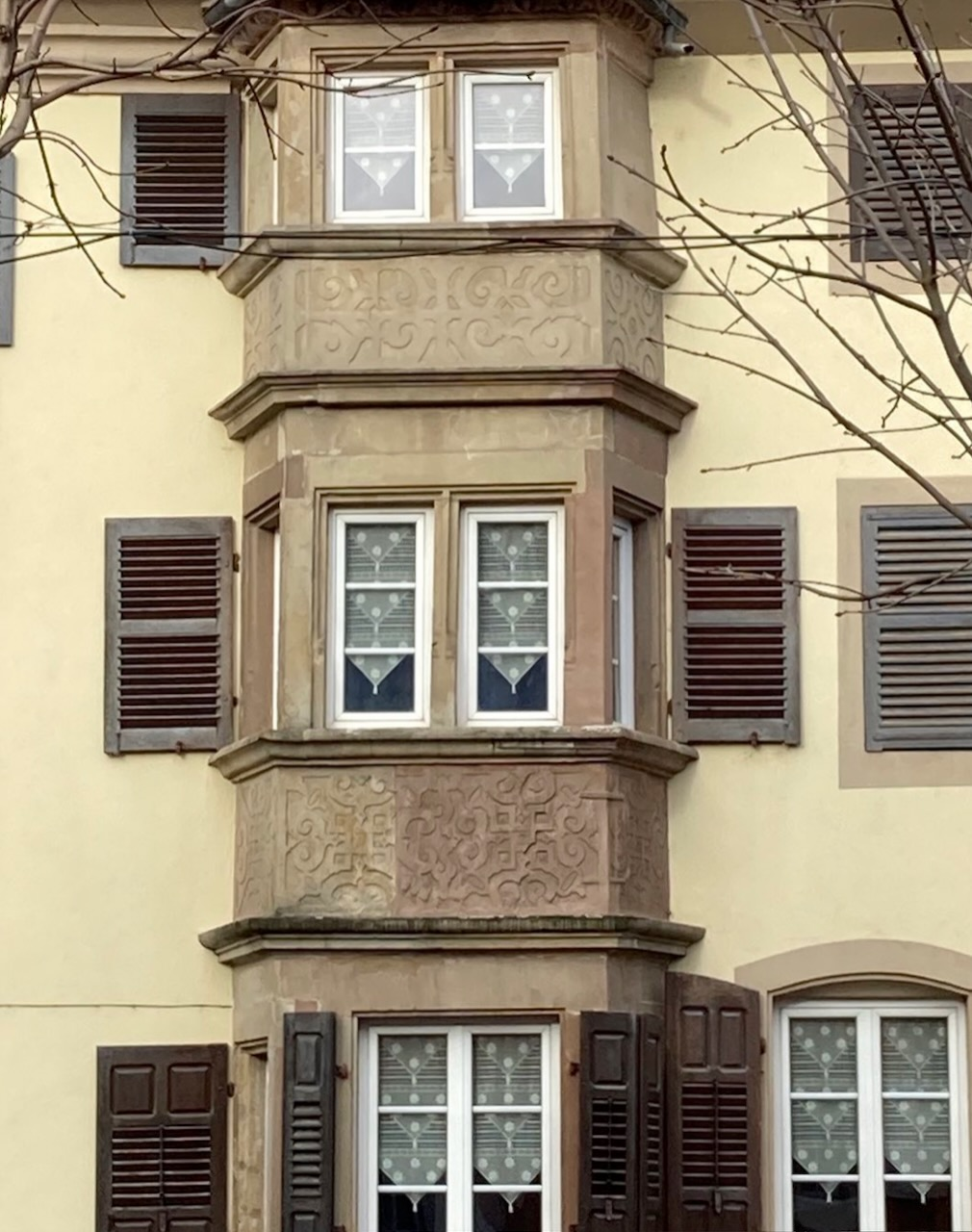
Oriel

De beaux oriels du XVIIe siècle, « à plat » ou en saillie angulaire sur la façade, sauvés sans doute des destructions de la Guerre de Trente Ans, ornent nombre de maisons reconstruites au XVIIIe siècle ; ils sont décorés de pilastres et de « cuirs » (motifs géométriques entrelacés). Quelques portes sculptées datant des XVIIe et XVIIIe siècles.

#### Édifices civils
- Passage d'une voie romaine au lieu-dit Graevehort.
- Remparts et fossés ;
- Les usoirs
- L'hôtel de la monnaie.
- Monument aux morts.

#### Édifices religieux
- Église Saint-Antoine XVIIIe siècle, refaite XIXe siècle : autels XVIIIe siècle, chaire de Labroise XVIIIe siècle, toiles ; l'autel principal est un don de monseigneur Trouillet, constructeur de Saint-Epvre de Nancy. La façade de l'église est composite, et comporte des éléments du XVIIe siècle (rosace, niches ?) ; la nef date du XVIIIe siècle.
- Maison des sœurs de Saint-Jean-de-Bassel (Chapelle)
- Temple protestant réformé et dépendances, rue du Temple (ancien prieuré), installé dans un sobre mais vaste bâtiment de style classique, a été adjoint d'un clocher du XIXe siècle qui détonne.
- Synagogue première construite en 1778, la seconde en 1862, la nouvelle en 1962/1963, aliénée en 1995, située rue de la Synagogue.
- Cimetière israélite construit en 1783.

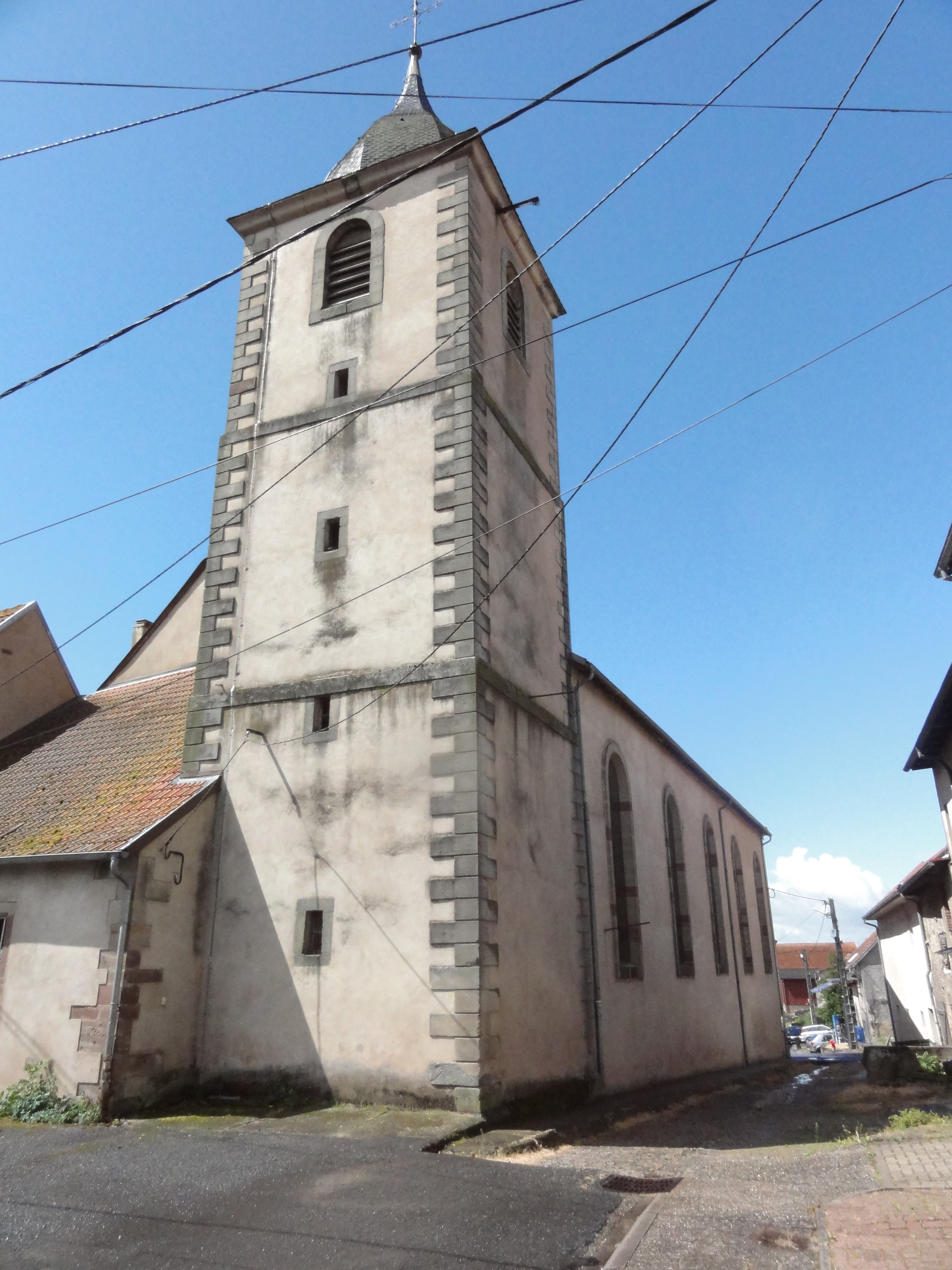
L'église Saint-Antoine.
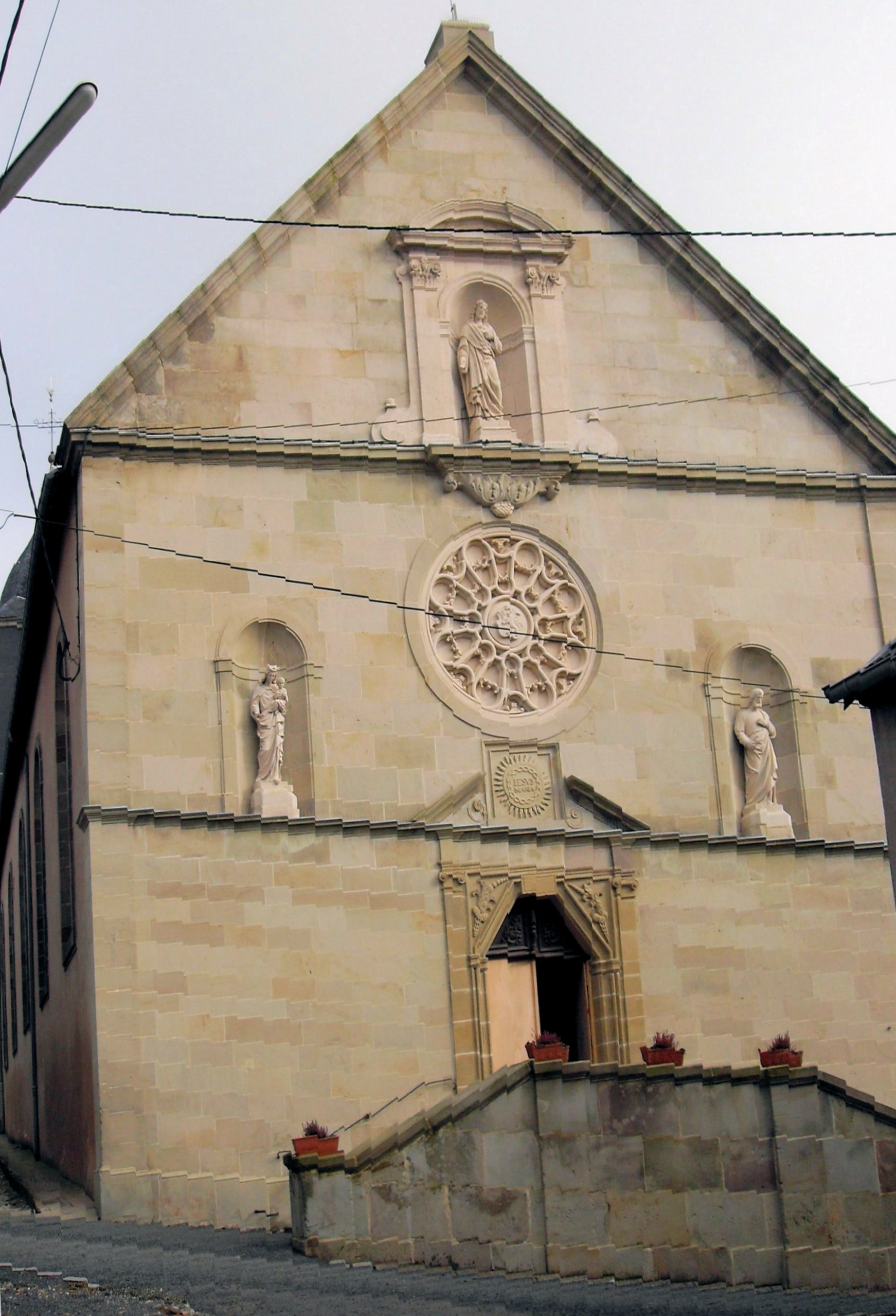
Le portail Ouest de l'église Saint-Antoine.
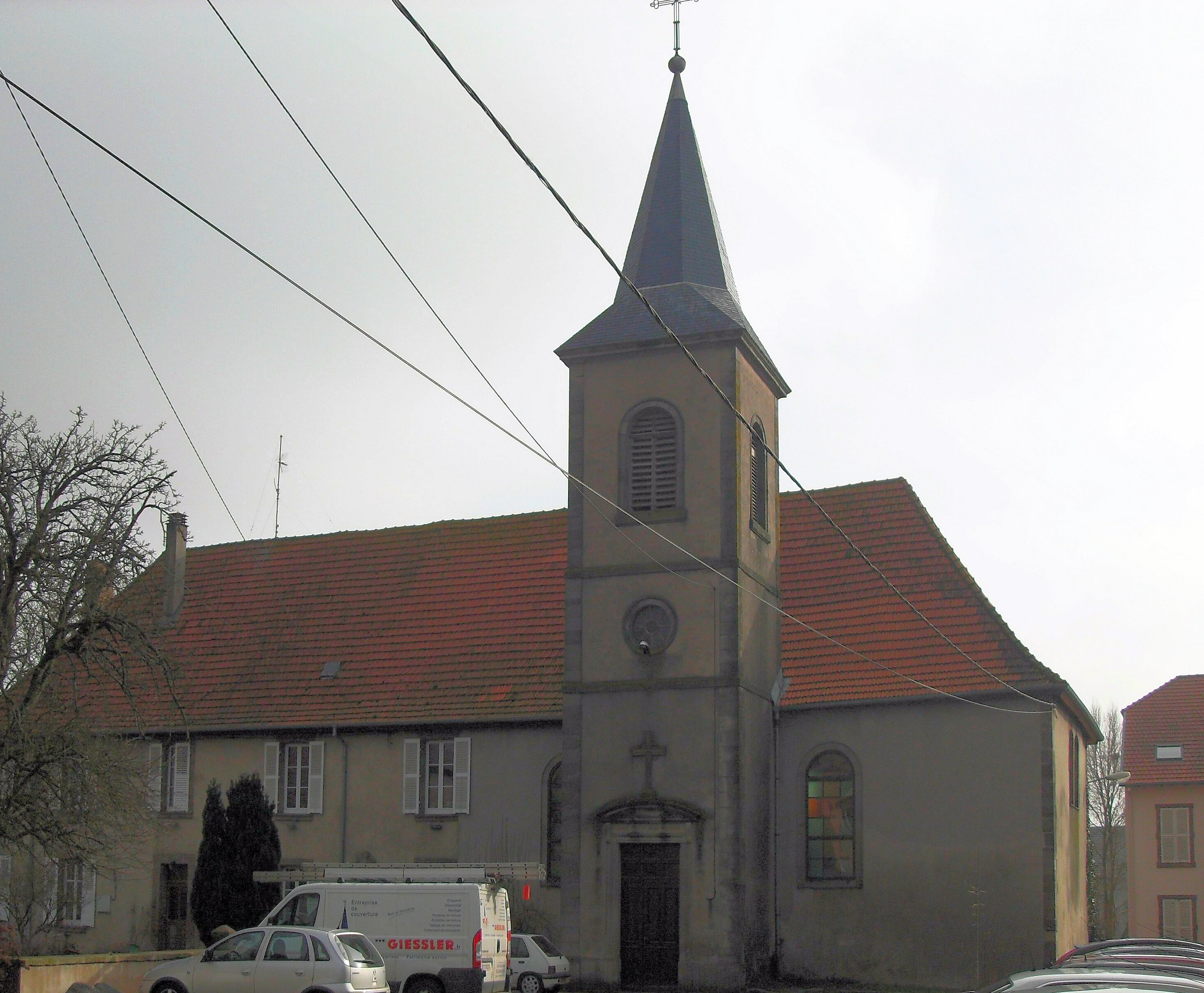
Le temple protestant et dépendances (ancien prieuré).
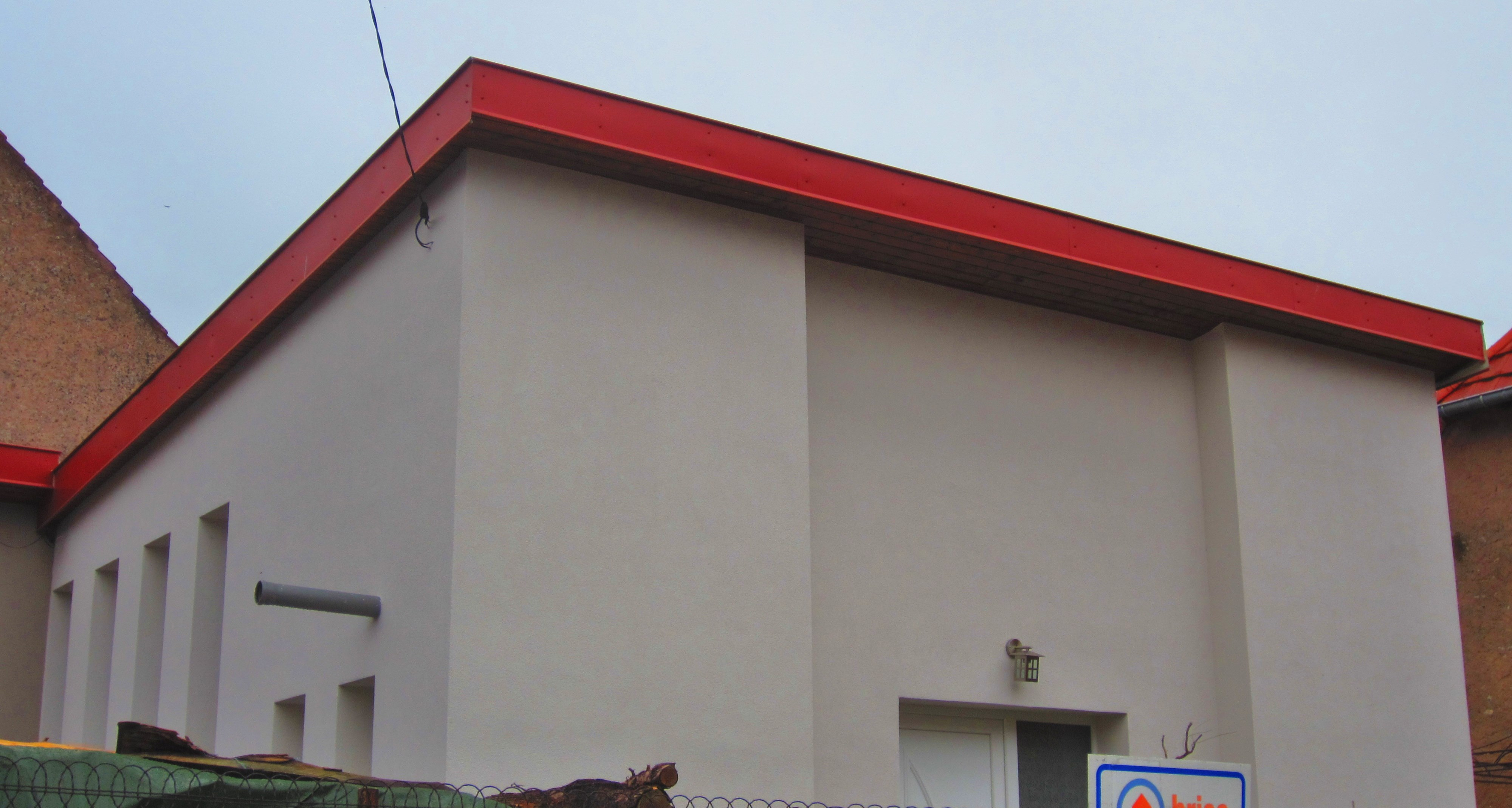
Le synagogue.
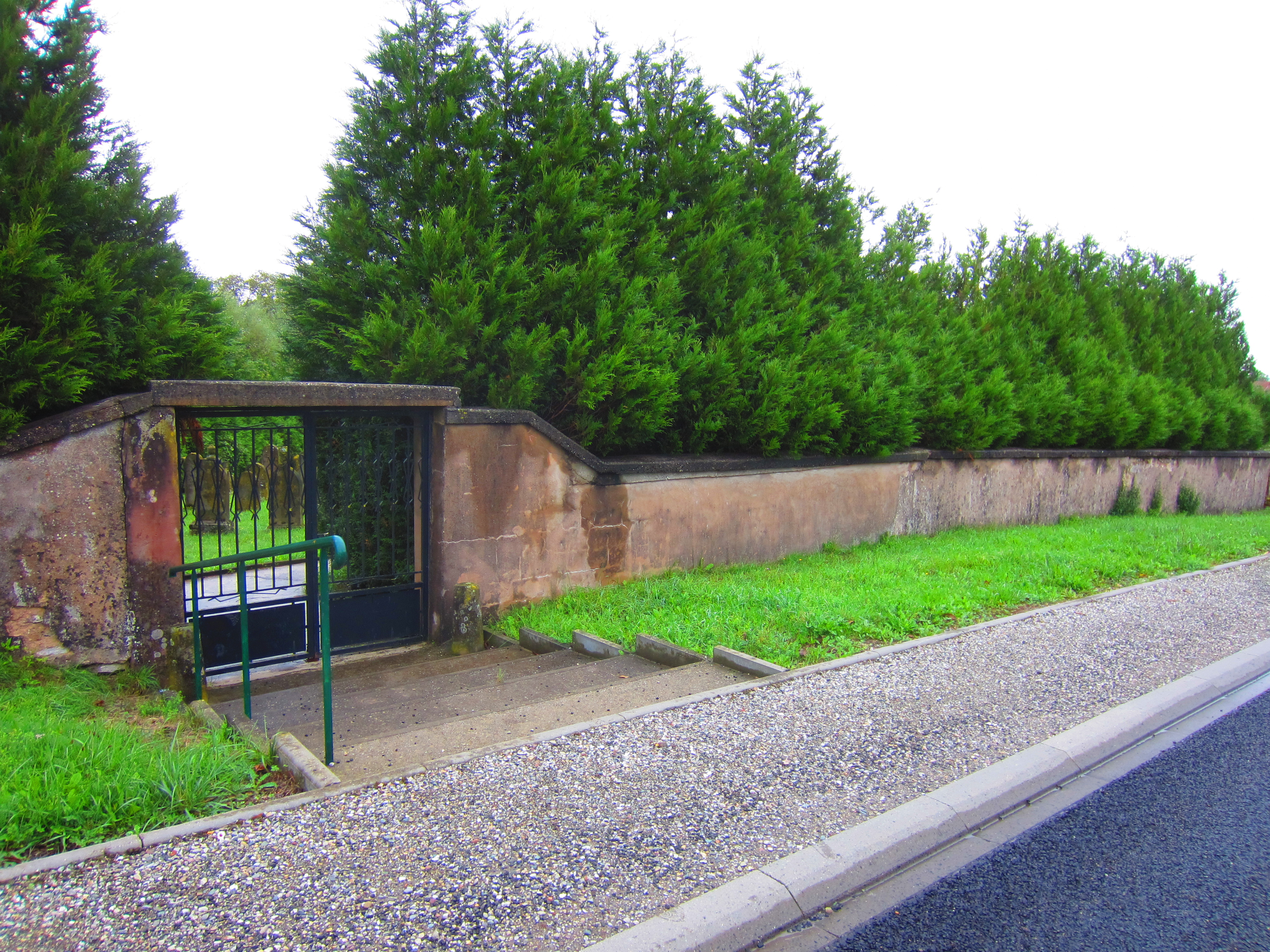
Cimetière israélite.
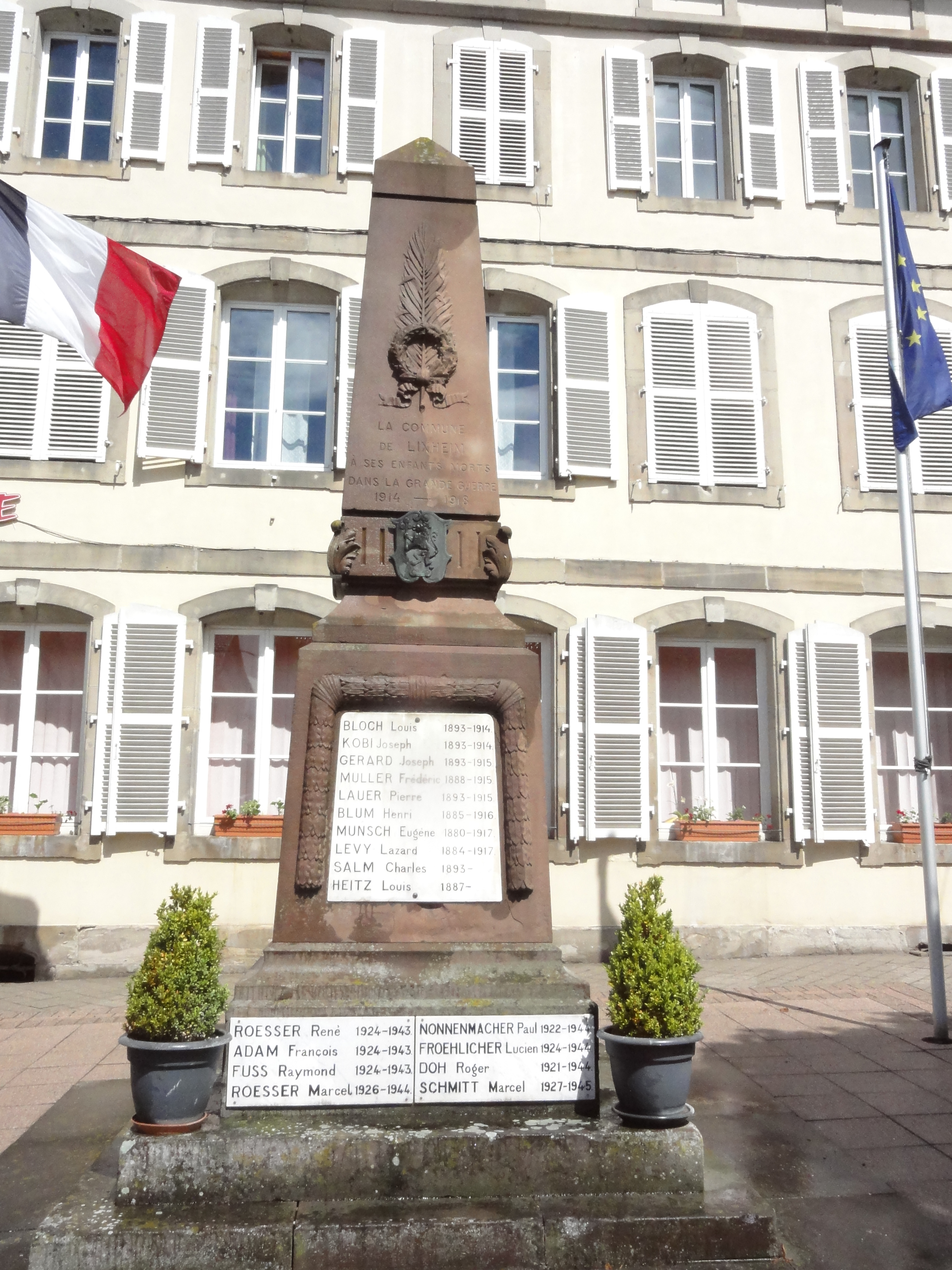
Monument aux morts

### Personnalités liées à la commune
- Henriette de Lorraine (1605-1660), princesse de Lixheim.
- Jacques Henri de Lorraine (1697-1734), prince de Lixheim.
- Lazare Isidor (1813-1848), grand rabbin de France.
- Nicolas Krick (1819-1854), prêtre catholique.
- Joseph Trouillet (1809-1887), prêtre et bâtisseur de Lunéville et Nancy.

### Héraldique
| Blason de Lixheim | Blason  | D'or au lion de gueules, couronné de même, la queue passée en sautoir, tenant entre ses pattes trois roses au naturel, feuillées et tigées de même.    |
| Blason de Lixheim | Détails | Ces armoiries sont blasonnées dans le Livre de Hérauderie, ainsi que dans beaucoup d'autres recueils. Le statut officiel du blason reste à déterminer. |

## Pour approfondir